# باراچینا
باراچینا (به اسپانیایی: Barrachina) یک شهرستان در اسپانیا است که در استان تروئل واقع شده‌است.

## خصوصیات
باراچینا ۲۴ کیلومترمربع مساحت و ۱۶۴ نفر جمعیت دارد.